# ماریا پطروویخ

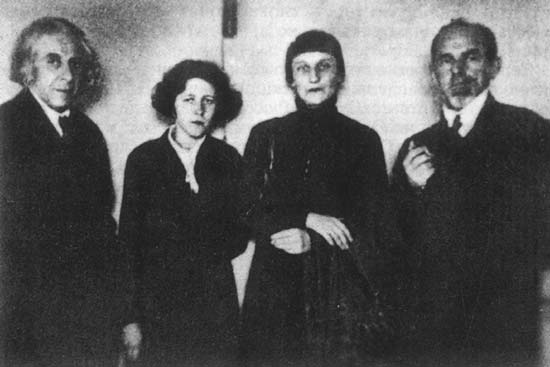

ماریا سرگئیونا پطروویخ (ارمنی: Մարիա Սերգեևնա Պետրովիխ؛ روسی: Мари́я Серге́евна Петровы́х زادهٔ مارس ۱۹۰۸ - درگذشته ۱ ژوئن ۱۹۷۹) مترجم، نویسنده و شاعر اهل روسیه بود.

## زندگی‌نامه
وی در ۲۶ اکتبر [سبک قدیمی: ۱۳ مارس] ۱۹۰۸ در یاروسلاول به دنیا آمد و از دانشگاه دولتی مسکو فارغ‌التحصیل گشت. همچنین برندهٔ جوایزی همچون چهره فرهنگی شایسته ارمنستان شوروی شده‌است. وی در ۱ ژوئن ۱۹۷۹ در سن ۷۱ سالگی در مسکو درگذشت و در گورستان ویدنسکیه به خاک سپرده شد.